# БКА (спутник)
БКА, БелКА (аббревиатура от бел. Беларускі касмічны апарат — Белорусский космический аппарат) — второй белорусский космический аппарат дистанционного зондирования Земли. Создан по заказу НАН Беларуси. Запуск осуществился с космодрома «Байконур» 22 июля 2012 года (планировался в июне) вместе с российским спутником «Канопус-В». Спутник примерно за 43 минуты был выведен ракетой-носителем «Союз» и разгонным блоком «Фрегат» на орбиту высотой примерно в 500—520 км. В дальнейшем[когда?]

 спутник войдёт в группировку спутников, которая будет использоваться в проектах Союзного государства.
Масса спутника составляет 400 кг, разрешение — 2,1 метра (монохромное), 10,5 метров (мультиспектральное).

## История создания
Первоначально запуск планировался на март-апрель 2011 года, о чём заявил первый заместитель председателя Президиума Национальной академии наук Пётр Витязь.
18 марта 2011 года о готовности спутника к запуску заявил президент Республики Беларусь Александр Лукашенко.
20 апреля 2011 года премьер-министр Беларуси Михаил Мясникович заявил, что Беларусь подтверждает готовность запуска.
23 июня 2011 года председатель Президиума НАН Беларуси Анатолий Русецкий заявил, что все работы по запуску белорусского спутника планируется завершить до конца 2011 года. В тот же день стало известно, что «БКА» будет застрахован в Белгосстрахе на сумму до 20 млрд белорусских рублей.
12 августа 2011 года в пресс-центре НАН Беларуси объявили, что наземная часть оборудования практически готова.
25 октября 2011 года генеральный директор Объединённого института проблем информатики Национальной академии наук Беларуси Александр Тузиков заявил, что «С запуском спутника Беларусь войдёт в число космических держав.» В тот же день заместитель генерального директора ОАО «Российские космические системы» Анатолий Перминов объяснил причину переноса запуска спутника. Спутники (и белорусский и российский) не могли быть вовремя готовы, так как программное обеспечение, которое должна была подготовить английская сторона, не было готово.
По состоянию на 12 апреля 2012 года спутник был уже собран и проходил испытания.
По заявлению Михаила Ковалёва 20 апреля 2012 года «В настоящее время наземная часть белорусской компьютерной системы полностью готова к работе. Белорусская сторона полностью готова к использованию космической информации.»

## Запуск
28 июня 2012 года стало известно, что запуск спутника состоится 22 июля этого же года. 17 июля на Байконуре была завершена сборка головной части ракеты для предстоящего запуска по программе «Союз/Канопус-В/БКА». 20 июля стало известно время запуска. Спутник планировалось запустить в 9 часов 41 минуту по минскому времени. 22 июля примерно в 11 часов утра по минскому времени в ЦУП поступило первое сообщение от спутника.
29 августа 2012 года со спутника начали поступать первые космические снимки.

## Эксплуатация
Первоначальный срок эксплуатации составлял 5 лет и истекал в июле 2017 года. Однако оценив техническое состояние и запасы горючего, завод-изготовитель продлил срок эксплуатации спутника до конца 2018 года. На 2017 год государство является основным потребителем информации, при этом она передаётся государственным органам бесплатно: снимки с белорусского спутника используют пограничники, спасатели, землеустроители, лесники — всего более 20 предприятий и организаций 11 республиканских органов государственного управления страны. Тем не менее, за 5 лет доходы от проекта превысили расходы на 8 млн долларов, а за 7 лет эксплуатации на 18 млн.
С запуском спутника Республика Беларусь получила возможность реально участвовать в международных структурах и проектах. 1 ноября 2013 года страну приняли в члены Комитета ООН по использованию космического пространства в мирных целях (на 2019 год в этот список входило 37 стран мира).
Запланированный срок эксплуатации составлял 5 лет с момента выхода на орбиту (лето 2012 года). Этот срок несколько раз продлевали и на 2020 год он составил до 2021 года включительно, когда запланирован вывод еще одного спутника. В дальнейшем решение о продлении эксплуатации спутника будет приниматься ориентировочно во второй половине 2021 года после анализа его технического состояния.